# チットラダー離宮

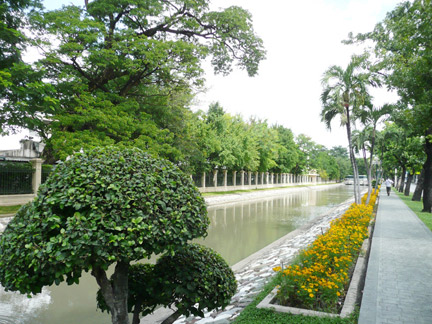
チットラダー離宮の堀

チットラダーラホーターン離宮 (チットラダーラホーターンりきゅう、タイ語: พระตำหนักจิตรลดารโหฐาน、通称チットラダー離宮) は、タイのドゥシット宮殿内にある離宮で、バンコク・ドゥシット区にある。ラーマ9世（プーミポン）がチットラダー離宮に起居したことから、王宮はタイ国王の形式的で正式な住居であるのに対し、チットラダー離宮は実質上の住居とオフィスがあり、タイ王室の中枢となっている。現在はラーマ9世のシリキット王妃が居住している。

## 概要
ドゥシット宮殿の間にある平地に1913年、ラーマ6世（ワチラーウット）がプラヤー・ヨマラート (パン・スクム)に命じて離宮を建設させたのに始まる。プラヤー・ヨマラートはプラヤー・ウィスカムシラパプラスート（ノーイ・シラピー）を現場監督にして建設させた。また、ラーマ6世はこの平地にチットラダーという名を与え、宮殿をチットラダーラホーターン離宮と名付けた。完成した離宮は2階建ての西洋風建築である。これは後にラーマ7世（プラーチャティポック）の命でドゥシット宮殿（Phra Thinang Dusit Maha Prasat）に加えられた。
ラーマ9世（プーミポン）は王宮のボーロマピマーン宮殿（Phra Thinang Boromphiman）からチットラダーに宮殿を住居を移した。1958年には内部にチットラダー学校を設置した。最初は国王の子息や王族の子息の為の学校であったが、後に、宮内省関係者の家族のための学校になった。
敷地内にはラーマ9世の命で設置された畑があり、ここでとれる作物は高級品として市場に出回っている（王室米など）。また、いわゆるロイヤル・プロジェクトの中心地でもある。